# Juan Navasa
Juan Navasa (Zaragoza, ¿1781? - Toledo, 7 de enero de 1850) fue un organista, compositor y maestro de capilla español.

## Vida
Juan Navasa nació en Zaragoza, hacia 1781. Se formó musicalmente en la catedral de El Pilar, donde fue infante del coro de la capilla de música, estudiando con el maestro Joaquín Lázaro y quizás también con el maestro Manuel Álvarez Flores. En 1799, justo después de despedirse como infantico, Navasa fue nombrado organista segundo de El Pilar, tras ganar unas oposiciones en las que se enfrentaría con Pedro Sierra. En 1801 Navasa se ausentaba sin permiso y ese mismo año dejaba el cargo, sucediéndole Manuel Sanclemente.
Es posible que se dirigiese a Alcañiz, donde en 1804 era primer organista de la Colegiata de Santa María la Mayor. El 29 de octubre de ese año fue nombrado organista primero y maestro de capilla sustituto de la Catedral de Toledo, una de las catedrales más importantes del España. Como maestro sustituto tenía la obligación de componer en las ausencias y enfermedades del maestro titular. que en realidad le correspondía al maestro de capilla. En Toledo obtuvo una ración,
Durante la larga temporada entre partida del maestro de capilla de Toledo, Juan Cuevas Perales, en 1826 y la llegada de su sustituto, Cesáreo Bustillo, en 1832, Navasa se ofreció como maestro en 1831, ya que de hecho, estaba realizando la función como sustituto, dando como razón que había que renovar las obras, que «por muy repetidas molestan». Navasa se presentaba «en disposición de componer obras como las que hizo para la visita de los Reyes.» El cabildo no accedió.
En 1832 ganó unas reñidas las oposiciones para el magisterio de la Catedral de Burgos frente a otros siete maestros y organistas, y fue nombrado para el cargo el 28 de noviembre, pero renunció poco después y no llegó a tomar posesión del cargo. El cabildo nombró a Francisco Reyero, que también había participado en las oposiciones, como su sucesor.
Falleció en Toledo, el 7 de enero de 1850. Del epitafio de su sepultura, en la que se menciona que falleció con 69 años, se ha deducido su fecha de nacimiento en 1781. Le sucedería en el cargo Damián Sanz, que obtuvo la ración 35.

## Obra
No se conservan obras de Navasa.